# Askar
Askar (Fraxinus) är ett släkte i familjen syrenväxter som består av cirka 60 arter. De förekommer vanligen i tempererade och subtropiska områden på norra halvklotet.
Arterna i asksläktet är till största delen träd, såsom asken, och mer sällan buskar. De är oftast lövfällande, mer sällsynt städsegröna. Bladen är parbladiga, motsatta eller kransställda.  Blomställningen är en sammansatt klase, toppställd eller i de övre bladvecken på årsgammal ved. Blommor små, enkönade eller tvåkönade. Kronan är vit till gulvit, eller saknas helt.

## Arter
Arter enligt Catalogue of Life:
- Fraxinus americana
- Fraxinus angustifolia
- Fraxinus anomala
- Fraxinus berlandieriana
- Fraxinus caroliniana
- Fraxinus chinensis
- Fraxinus cuspidata
- Fraxinus dipetala
- ask (Fraxinus excelsior)
- Fraxinus gooddingii
- Fraxinus greggii
- Fraxinus griffithii
- Fraxinus latifolia
- Fraxinus mandshurica
- Fraxinus nigra
- mannaask (Fraxinus ornus)
- Fraxinus papillosa
- rödask (Fraxinus pennsylvanica)
- Fraxinus profunda
- Fraxinus quadrangulata
- Fraxinus sieboldiana
- Fraxinus texensis
- Fraxinus uhdei
- Fraxinus velutina

## Bildgalleri

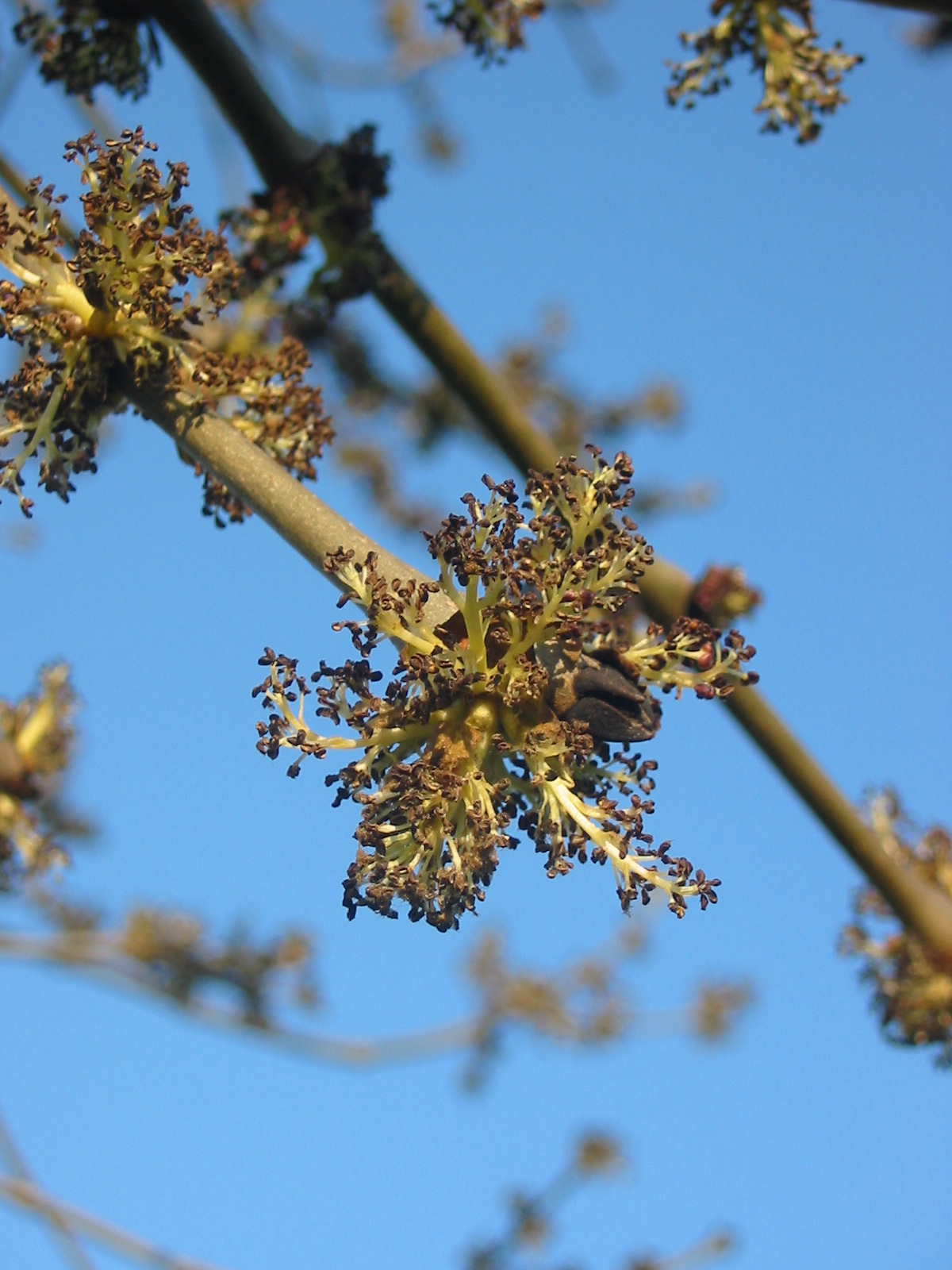
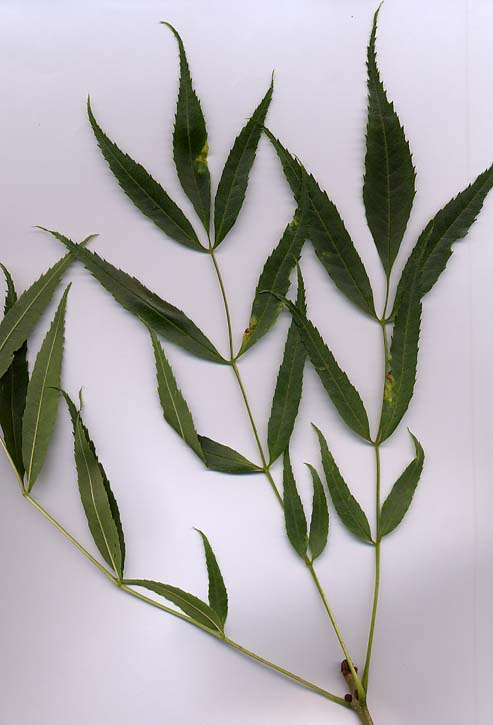
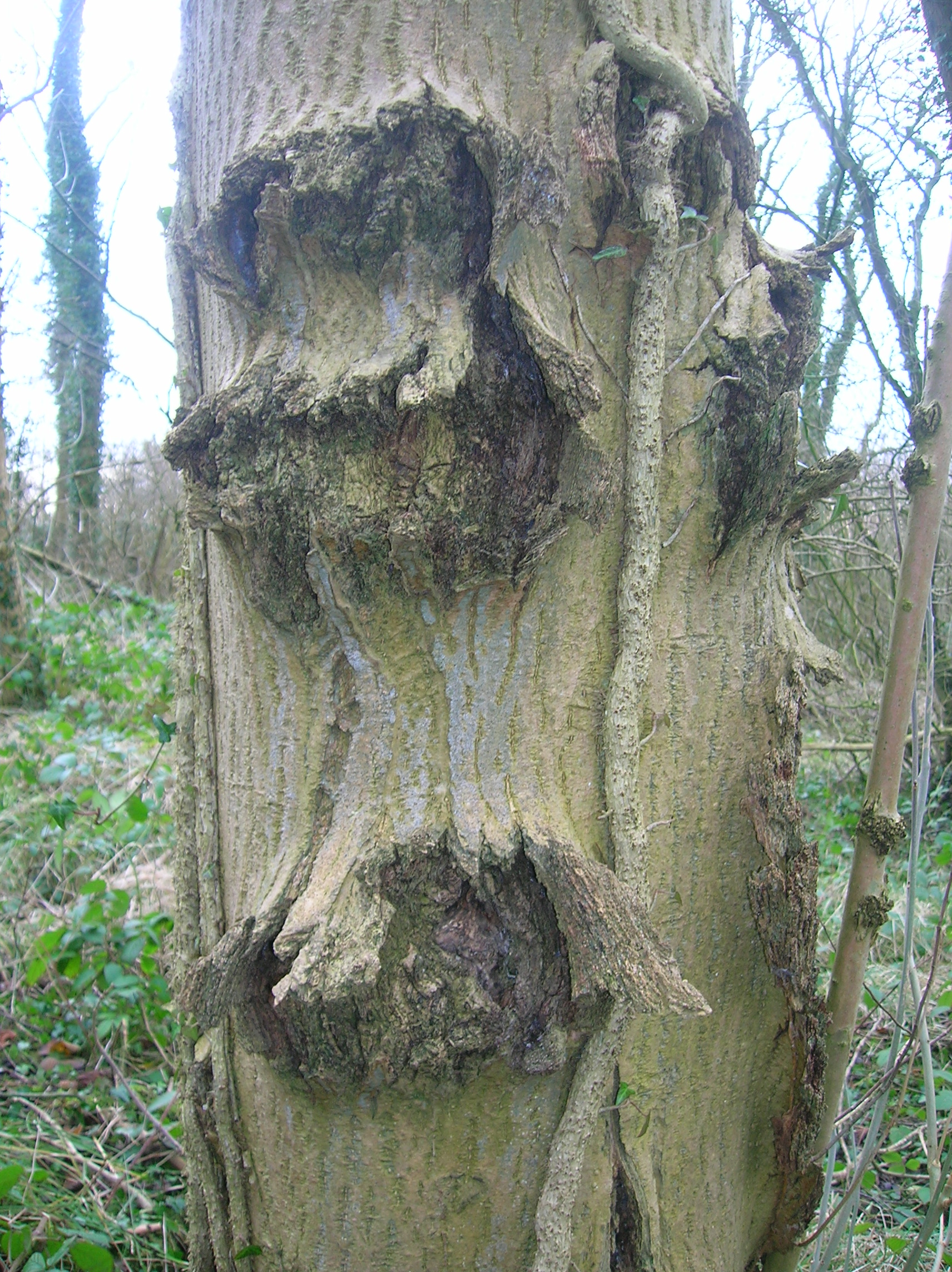
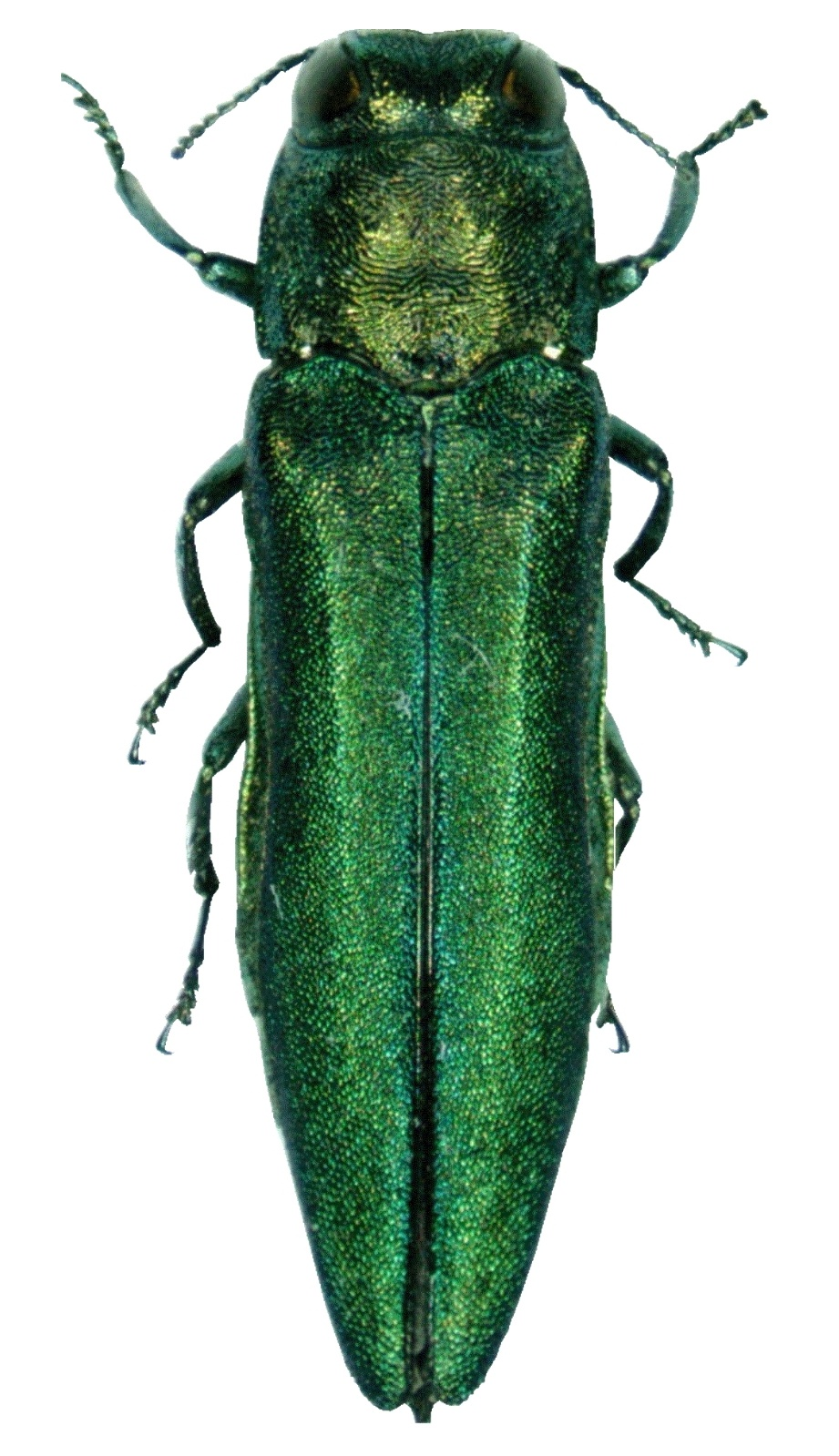
Skalbaggen Agrilus planipennis, larverna är vanliga parasiter på askar.